# همفری بلند
همفری بلند (انگلیسی: Humphrey Bland؛ ۱۶۸۶ – ۸ مه ۱۷۶۳) افسر ارتش بریتانیا بود. دوران نظامی او در سال ۱۷۰۴ در طول جنگ جانشینی اسپانیا آغاز شد و در سال ۱۷۵۶ به پایان رسید.
رساله انضباط نظامی او که اولین بار در سال ۱۷۲۷ منتشر شد، موفق‌ترین و پرکاربردترین کتاب تمرین نظامی بود که در قرن ۱۸ به زبان انگلیسی منتشر شد. این کتاب بین سال‌های ۱۷۲۷ تا ۱۷۶۲ نه بار تجدید چاپ شد و جورج واشنگتن از جمله کسانی بود که نسخه‌هایی از آن را در اختیار داشت.
او دو بار فرمانده کل اسکاتلند بود، ابتدا از سال ۱۷۴۷ تا ۱۷۵۱، سپس از سال ۱۷۵۳ تا ۱۷۵۶، زمانی که بیماری او را مجبور به بازنشستگی کرد. او در سال ۱۷۶۳ در لندن درگذشت.